# هنري برايس (مغني أوبرا)
هنري برايس (بالإنجليزية: Henry Price)‏ هو مغني أوبرا أمريكي، ولد في 18 أكتوبر 1945.

## وصلات خارجية
- هنري برايس على موقع ميوزك برينز (الإنجليزية)
- هنري برايس على موقع أول ميوزيك (الإنجليزية)
- هنري برايس على موقع ديسكوغز (الإنجليزية)